# Michael Gentile
Michael Gentile, född 1976, är professor i kulturgeografi vid Universitetet i Oslo. Han har under många år undersökt den urbana utvecklingen i Östeuropa. Tillsammans med Thomas Borén (Stockholms universitet) grundade han under 2005 forskarnätverket Cities After Transition (CAT). Nätverket är det största i sitt slag och samlar forskare och experter från de flesta länderna i Europa och Nordamerika.